# Centropyge multispinis
Centropyge multispinis es una especie de pez marino de la familia Pomacanthidae. Están distribuidos en las aguas tropicales del Indo-Pacífico y en el este de África, hasta el oeste de Tailandia.
Tiene cierta importancia en el comercio de acuarios (es agresivo y recomendado para aficionados con experiencia). Los adultos crecen hasta un tamaño de 14 cm de longitud y su hábitat natural son los arrecifes.